# Comté de Hendricks
Le comté de Hendricks (anglais : Hendricks County) est un comté de l'État de l'Indiana, aux États-Unis. Il comptait 104 093 habitants en 2000. Son siège est Danville.